# Raspailia agnata
Raspailia agnata är en svampdjursart som först beskrevs av Topsent 1896.  Raspailia agnata ingår i släktet Raspailia och familjen Raspailiidae. Inga underarter finns listade i Catalogue of Life.